# Tvarosloví
Tvarosloví neboli morfologie je lingvistická věda zabývající se ohýbáním (skloňování, časování) a pravidelným odvozováním slov pomocí předpon, přípon a vpon. Je to disciplína lingvistiky, která studuje strukturu slov. Tento pojem uvedl do jazykovědy August Schleicher v roce 1859. Lingvista zabývající se morfologií se nazývá morfolog. Slova určitého jazyka morfolog bere jako sestavená z jednoho či více morfémů.
Morfologické hledisko je základem typologické klasifikace jazyků na analytické, flektivní a aglutinační.
Pro jazyky analytického typu (vietnamština) ideálně platí, že každý morfém je slovem a každé slovo je tvořeno jedním morfémem. U jazyků aglutinačních (např. turečtina) je většina slovních forem vytvořena ze snadno oddělitelných segmentů. Každý segment přitom odpovídá jednomu morfému. Jazyky flektivní, kam patří i čeština, spojují často víc než jeden morfém do jednoho segmentu, morfu, popř. se morfémy realizují fúzí či nulovou realizací. Segmentace slova na morfémy je u flektivních jazyků tudíž často nemožná, nebo je proveditelná pouze na abstraktní rovině.
Morfém je podle strukturalismu minimální, sémanticky dále nedělitelná jednotka. Ve strukturalistickém učení o jazyce je považován za bilaterální jazykový znak, tj. jednotu označujícího (formy) a označovaného (významu).
Morfémy jsou v textu realizovány konkrétními jednotkami, které se nazývají morfy. Protože různé morfy mohou realizovat v různých kontextech jeden a tentýž morfém, je morfém někdy považován za třídu alomorfů. Např. morfém plural má v češtině mimo jiné alomorfy -i, -ové, -y, -a.